# Radoje Domanović
Radoie Domanovici (în sârbă: Радоје Домановић; n. 4/16 februarie 1873, Ovsište⁠(d), Districtul Šumadija, Serbia – d. 4/17 august 1908, Belgrad, Regatul Serbiei) a fost un scriitor sârb.

## Biografie
Radoie Domanovici s-a născut la 1873 in satul Ovsișt, ca fiu al unui învățător. A absolvit gimnaziul la Kraguievaț iar apoi Facultatea de filozofie la Belgrad, devenind profesor secundar. Câțiva ani înainte de sfârșitul vieții lucrează ca funcționar la Ministerul Instrucțiunii Publice, apoi ca șef-corector la editura ce ființa pe lângă acest minister. Dar din pricina ideilor progresiste și a criticilor aduse regimului prin scrierile sale a avut deseori de suferit, fiind în cele din urmă destituit din funcția pe care o ocupa. Îmbolnăvindu-se de tuberculoză, moare în mizerie, în anul 1908, la Belgrad, la vârsta de numai tre zeci și șase de ani.
Domanovici se dedică de timpuriu scrisului și la începutul carierei sale de scriitor preferă genul descriptiv, în care obține succese. Dar genul în care excelează și care-l situează printre scriitorii cei mai de seamă ai literaturii sârbe și iugoslave este satira. Domanovici îndreaptă ascuțișul satirei sale asupra structurii statului și societății în care a trăit. El nu atacă în mod direct instituțiile, moravurile sau anumite persoane de la conducerea statului, de aceea în scrierile sale nu găsim personaje și împrejurări ce pot fi definite în mod precis în timp și spațiu. În cea mai mare parte, acțiunea schițelor și povestirilor sale satirice are loc, așa cum ne asigură chiar autorul, undeva peste hotarele țării sale, alteori întâmplările „neobișniute și ciudate“ se petrec în vis sau le-a auzit din gura unui povestitor străin. Dar cu toate aceste declarații făcute în introducere, cititorul întrevede limpede că e vorba de Serbia.

## Opere
- Conducătorul, 1901.
- Cugetările unui bou sîrbesc obișnuit, 1902.
- Dangaua, 1899.
- Desființarea pasiunilor, 1898.
- Marea moartă, 1902.
- Stradia, 1902.